# 釜山広域市無形文化財
釜山広域市無形文化財（プサンこういきし むけいぶんかざい）は、大韓民国の文化遺産保護制度で、市道指定文化財の一つ。上位の国家指定文化財に指定されていない無形文化財の中で保存価値が認められるものを対象として釜山市が条例により指定する。

## 釜山広域市無形文化財一覧
| 番号    | 登録名               | 所在地 |
| ------- | -------------------- | ------ |
| 第001号 | 梵音・梵唄           | 全域   |
| 第002号 | 水営農庁ノリ         | 水営区 |
| 第003号 | 東莱鶴舞             | 東莱区 |
| 第004号 | 東莱地神踏み         | 東莱区 |
| 第005号 | 忠烈祠祭享           | 東莱区 |
| 第006号 | 釜山農楽             | 西区   |
| 第007号 | 多大浦フリソリ       | 沙下区 |
| 第008号 | 伽耶琴散調           | 東莱区 |
| 第009号 | 釜山霊山斎           | 沙上区 |
| 第010号 | 東莱鼓舞             | 東莱区 |
| 第011号 | 九徳マンケ場馴らし   | 西区   |
| 第012号 | 鋳成の匠             | 金井区 |
| 第013号 | 沙器の匠             | 機張郡 |
| 第014号 | 東莱閑良舞           | 東莱区 |
| 第015号 | 仏画の匠             | 北区   |
| 第016号 | 牙箏散調             | 東莱区 |
| 第017号 | 靴鞋の匠             | 沙下区 |
| 第018号 | 釜山コブンドリの乞粒 | 西区   |